# Thác Kuang Si

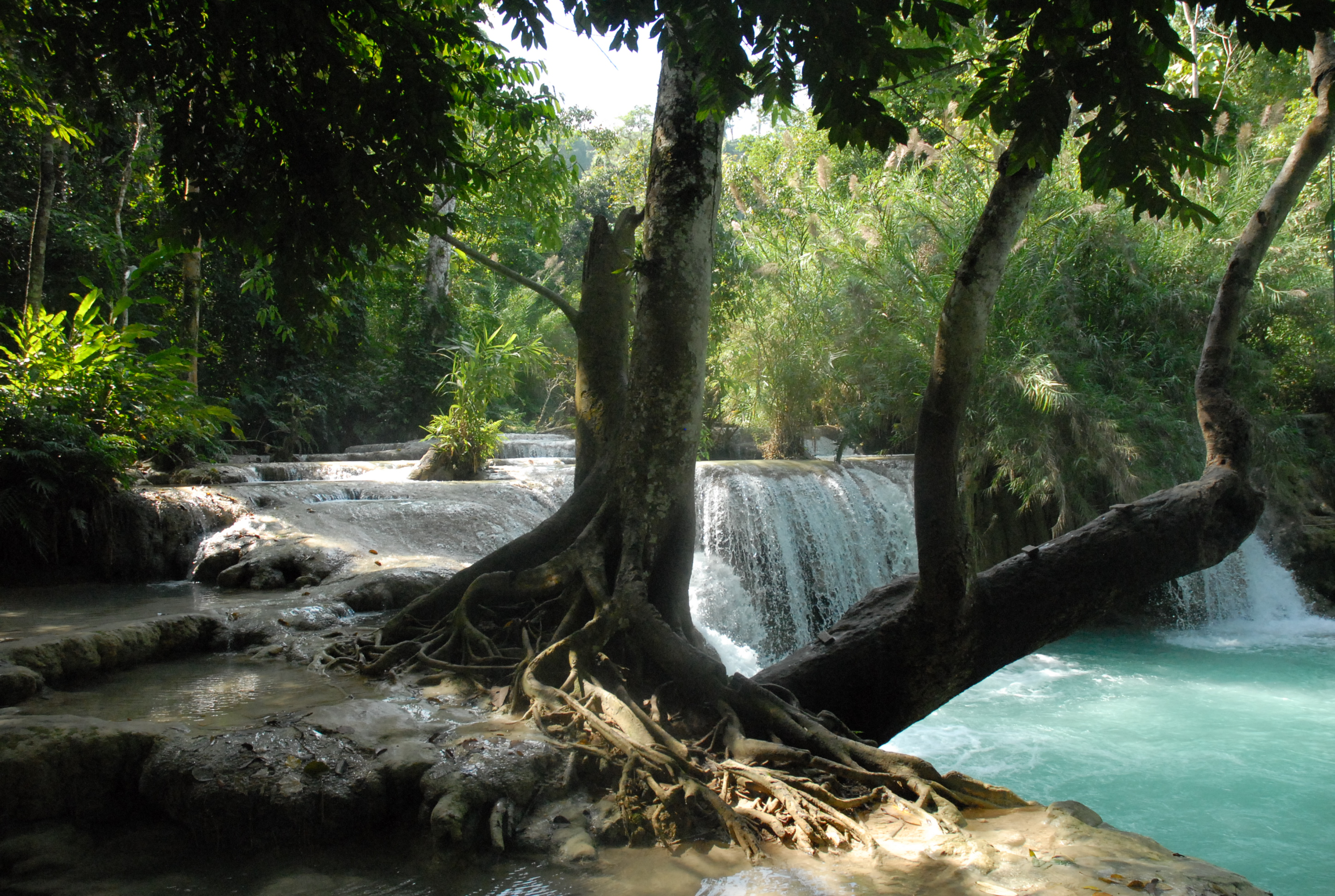
Thác Kuang Si

Thác Kuang Si (Tat Kuang Si) là quần thể nhiều thác lớn nhỏ tập trung tại núi Kuang Si cách trung tâm Luangprabang 29 km về phía Nam.

## Mô tả

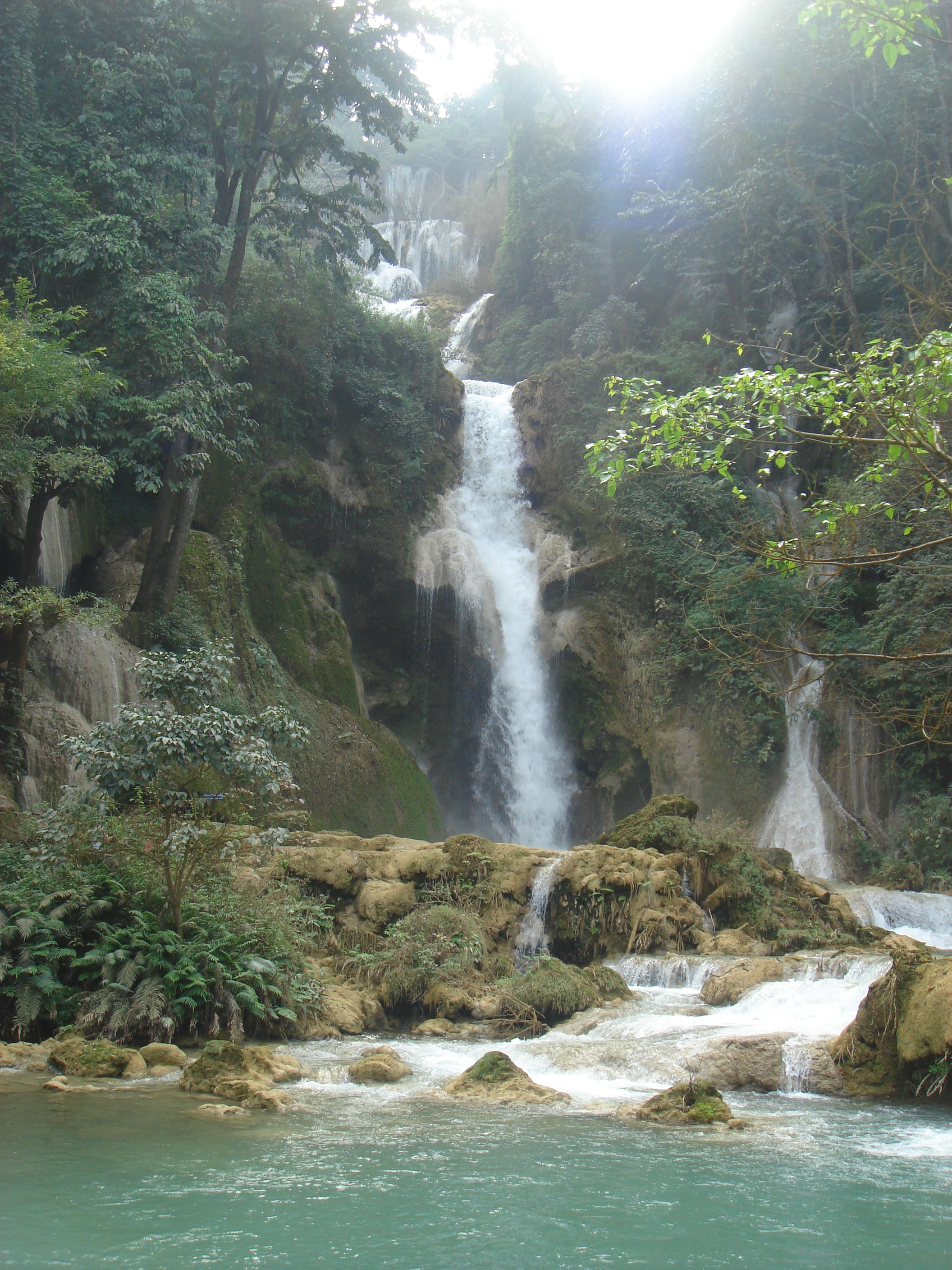
Thác Kuang Si - điểm tham quan hấp dẫn du khách

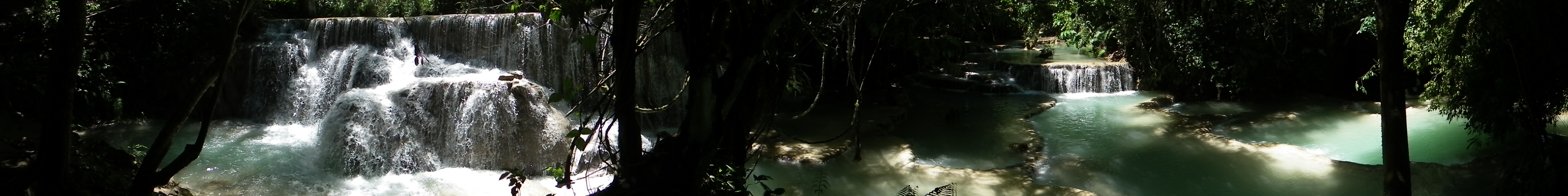
Thác Kuang Si

Thác được bao bọc bởi núi rừng rậm rạp, có rất nhiều thác lớn nhỏ trong khu vực Kuang Si. Thác Kuang Si được xem là điểm tham quan được xếp là một trong những điểm tham quan hấp dẫn nhất. Khi đưa vào khai thác du lịch, thác Kuang Si được xây dựng thành khu công viên rất rộng. Người ta đã xây dựng những con đường nhựa xuyên suốt các ngọn thác này. Nước ở đây rất xanh, xuất phát từ thượng nguồn và mang theo một lượng tảo khổng lồ. Thác có màu xanh quanh năm chính là do loại tảo này. Mùa khô nước thác ít hơn và thời điểm tham quan thác thuận lợi rơi vào mùa nước nhiều, cảnh thác mới hùng vĩ. Cảnh nơi đây rất đẹp. Phía dưới khu vực thác có nhiều bãi tắm dành cho du khách.

## Phương tiện
Đến Kuang Si có thể bằng 2 cách: bằng xe tuk tuk hoặc bằng xe bus. Nếu đi bằng tuk tuk với giá là 200.000 kip cho 6 người. Nếu đi bằng xe bus thì đặt vé tại các khách sạn và nhà nghỉ hay các công ty du lịch, xe bus sẽ khởi hành hằng ngày có 2 chuyến vào lúc 11.30 và 13.30.

## Giá vé
Vé tham quan Kuang Si là 20.000 kip.

## Dịch vụ
Các dịch vụ ở đây khá đa dạng, du khách có thể băng rừng, khám phá hay có thể tắm thác dưới dòng thác đổ rất mạnh hay leo thác mạo hiểm.